# Febbre (film 1921)
Febbre (Fièvre) è un cortometraggio muto del 1921 diretto da Louis Delluc.

## Trama
Nel porto di Marsiglia, un gruppo di marinai in licenza si riversa in un bar animato da fumo, musica e alcol. Tra le donne che frequentano il locale c'è Sarah, la moglie di Topinelli, il proprietario del bar, un uomo dal carattere duro e possessivo. Mentre Sarah flirta con un modesto impiegato, Patience, una prostituta ormai disillusa, attende invano l'arrivo di un cliente abituale. L'atmosfera muta quando Militis, un marinaio appena rientrato in città dopo un lungo viaggio, entra nel bar accompagnato dalla giovane moglie asiatica. Al vederlo, Sarah prova un turbamento: i due hanno avuto una relazione in passato e il desiderio mai sopito si riaccende all'istante. 
Militis e Sarah si ritrovano, parlano del tempo trascorso e finiscono per ballare insieme, suscitando l'ira di Topinelli, che osserva la scena con crescente sospetto. Nel frattempo, la moglie di Militis rimane affascinata da un fiore esposto al bancone, un piccolo ornamento che cattura la sua attenzione. Un uomo con un cappello grigio, notando il suo interesse, si offre di appuntarle il fiore. Questo gesto apparentemente innocuo scatena la gelosia di Topinelli, che lo interpreta come un segno di attrazione e desiderio, acutizzando il suo senso di insicurezza e alimentando ulteriormente la tensione nel locale.
L'atmosfera si surriscalda rapidamente: insulti e sguardi minacciosi si trasformano in un acceso scontro fisico. Militis interviene per proteggere la moglie, ma il diverbio degenera in una rissa furiosa tra i marinai e gli altri avventori del bar. Sarah, accecata dalla gelosia e dal risentimento, incita le donne del locale a schierarsi contro l'Orientale, accendendo ulteriormente la miccia del conflitto. Nel caos della zuffa, la tragedia si consuma. Le luci del locale si spengono nel trambusto, mentre la polizia irrompe per riportare l'ordine. Sul pavimento, accanto a un corpo senza vita, il fiore che tanto aveva affascinato l'Orientale giace abbandonato, rivelandosi artificiale: un'illusione, come le passioni e i sogni infranti di quella notte turbolenta.